# Università di Copenaghen
L'Università di Copenaghen (in danese Københavns Universitet) è la più antica e la più grande istituzione universitaria e di ricerca della Danimarca, con sede nella capitale.

## Storia
L'Università di Copenaghen è stata fondata nel 1479 ed è l'università più antica della Danimarca. Nel periodo che intercorre tra la chiusura dello Studium generale di Lund nel 1536 e l'istituzione dell'Università di Aarhus alla fine degli anni venti, è stata l'unica università della Danimarca. L'università divenne un centro di apprendimento teologico della Chiesa cattolica, ma comprendeva anche le facoltà di diritto, medicina e filosofia.
L'università fu ristabilita nel 1537 dopo la riforma luterana e trasformata in un seminario evangelico-luterano. Tra il 1675 e il 1788, l'università introdusse gli esami di laurea. Un esame per la teologia è stato aggiunto nel 1675, seguito da uno per la giurisprudenza nel 1736. Dal 1788, tutte le facoltà richiesero per il conseguimento della laurea.
Nel 1801, sotto il comando del ammiraglio Orazio Nelson, la flotta inglese bombardò Copenaghen durante la battaglia di Copenaghen, distruggendo la maggior parte degli edifici dell'università. Nel 1836, tuttavia, fu inaugurato il nuovo edificio principale dell'università, la cui costruzione durò fino alla fine del secolo. La biblioteca universitaria, il museo zoologico, il museo geologico, il giardino botanico e il collegio tecnico sono stati costruiti in quel periodo.
Tra il 1842 e il 1850, le facoltà dell'università vennero ristrutturate. A partire dal 1842, la facoltà di medicina e l'accademia di chirurgia furono accorpate nella facoltà di scienze mediche, mentre nel 1848 la facoltà di giurisprudenza venne riorganizzata, diventando la facoltà di giurisprudenza e scienze politiche. Nel 1850, la facoltà di matematica e scienze si separò dalla facoltà di filosofia.
Nel 1921 fu fondato l'Istituto di fisica teorica dell'Università che dal 7 ottobre 1965 divenne l'Istituto Niels Bohr.
Tra il 1960 e il 1980 furono costruiti il nuovo museo zoologico, l'istituto Hans Christian Ørsted, l'istituto August Krogh, il campus Amager Island e l'istituto Panum.
Nel 1993, la facoltà di giurisprudenza si separò dalla facoltà di scienze sociali. Nel 1994, l'Università di Copenaghen designò gli studi ambientali, i rapporti tra nord e sud e la biotecnologia come aree di particolare priorità secondo il suo nuovo piano a lungo termine. A partire dal 1996, l'università pianificò la costruzione di nuovi edifici, inclusa la facoltà di lettere a Amager (Ørestaden), insieme a un centro di biotecnologie.
Nel 2005, il centro per la salute e società (CSS) ha aperto nel centro di Copenaghen, ospitando la facoltà di scienze sociali e l'istituto della sanità pubblica, che fino ad allora si trovavano in diversi luoghi della città. Dal maggio 2006, l'università ha intrapreso il progressivo abbandono degli edifici più antichi della città di Copenaghen in modo da concentrare i molti dipartimenti delle facoltà nei tre campus principali. Nel gennaio 2007, l'Università di Copenaghen si fuse con l'Università reale di veterinaria e di agricoltura e l'Università danese degli Studi di scienze farmaceutiche; divenute : facoltà di scienze della vita e facoltà di scienze farmaceutiche.

## Struttura
L'Università di Copenaghen è organizzata in otto facoltà:
- Giurisprudenza
- Lettere e filosofia
- Scienze farmaceutiche
- Scienze della salute
- Scienze sociali
- Scienze della vita
- Teologia

## Sport
Tra il 2008 e il 2017 ha avuto sede in università la squadra degli USG Cougars, che disputava il campionato nazionale di football a 9.

## Galleria d'immagini

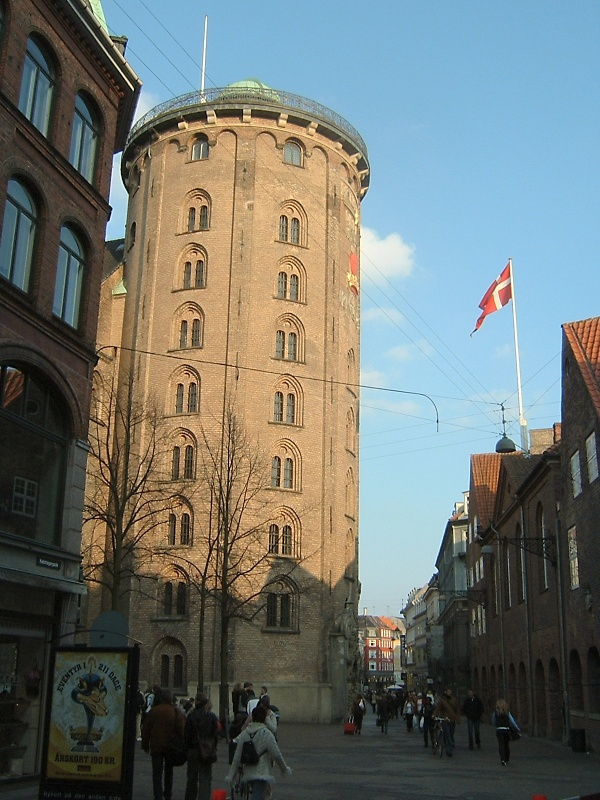
Il Rundetårn venne usato nel XVII secolo come osservatorio da Ole Rømer.
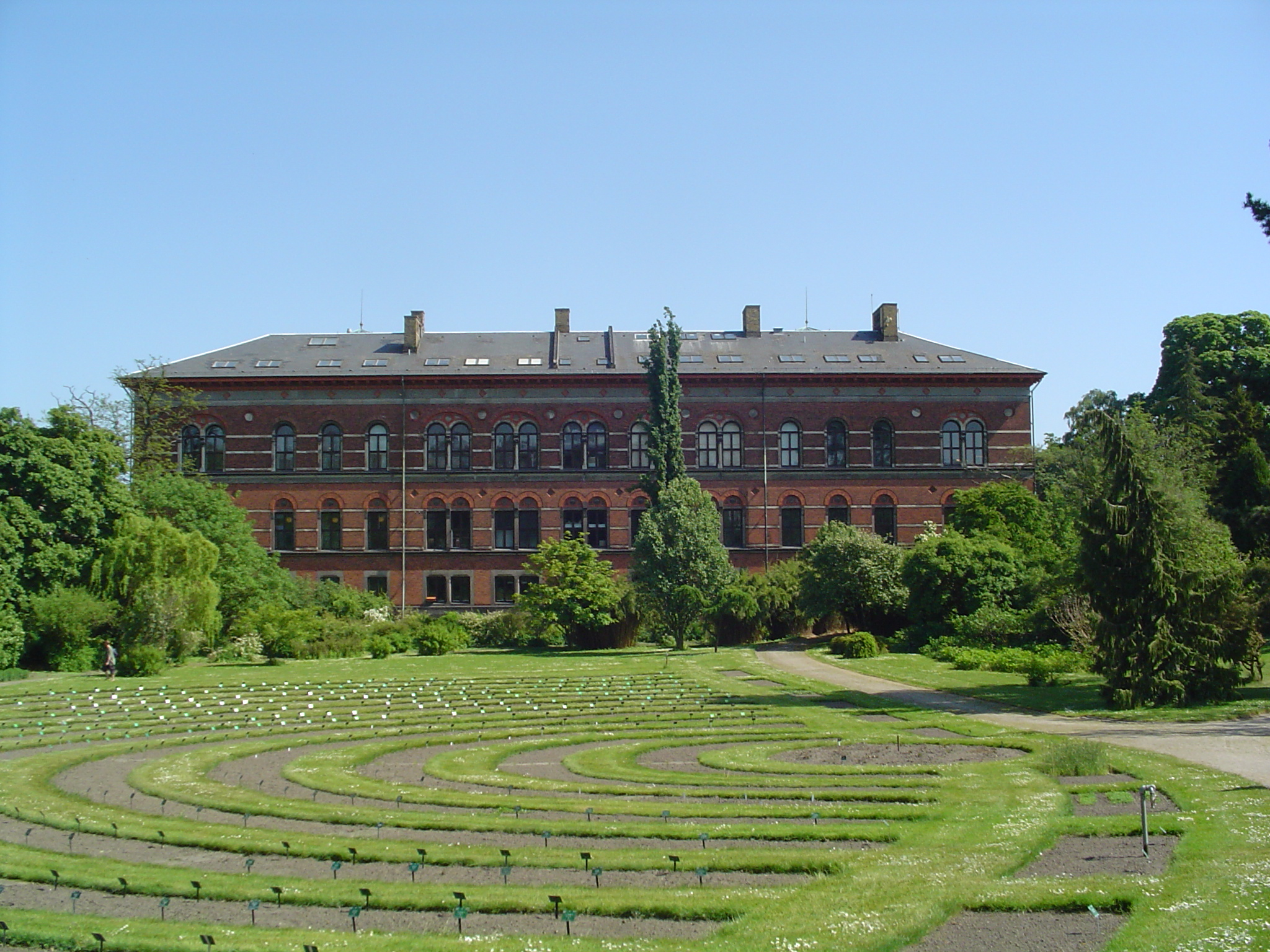
Il museo geologico.
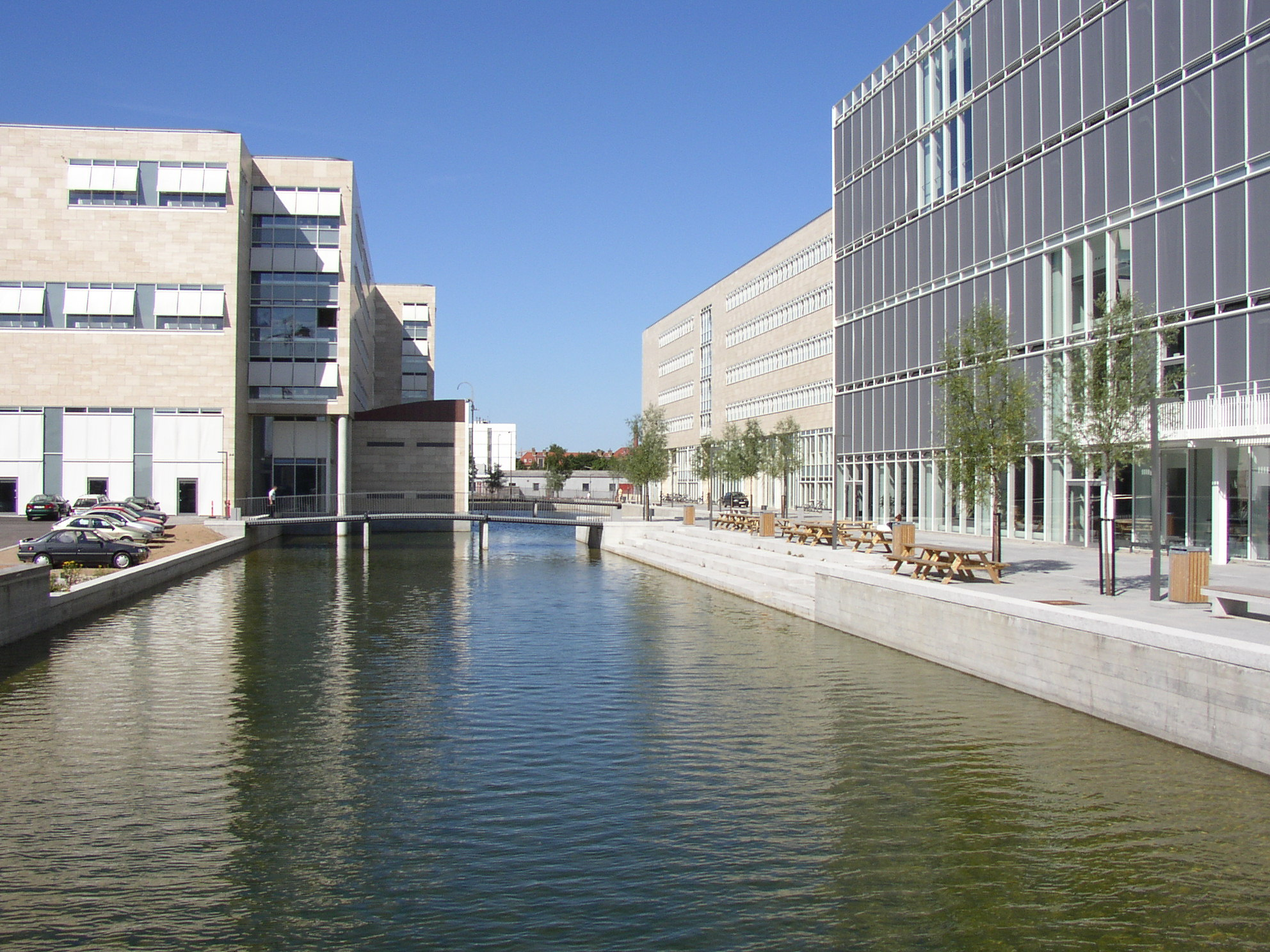
La facoltà di lettere e filosofia.